# Municipio Salto de Agua
Koordinaten: 17° 33′ N, 92° 20′ W
Salto de Agua ist ein Municipio im mexikanischen Bundesstaat Chiapas. Das Municipio hat etwa 57.000 Einwohner und eine Fläche von 1232,3 km². Verwaltungssitz und größter Ort des Municipios ist das gleichnamige Salto de Agua.
Im Municipio Salto de Agua liegt der Wasserfall von Misol-Ha.

## Geographie
Das Municipio Salto de Agua liegt im Norden des mexikanischen Bundesstaats Chiapas auf Höhen unter 1200 m. Es zählt zu 89 % zur physiographischen Provinz der Sierra Madre de Chiapas und zu 11 % in der südlichen Küstenebene des Golfs von Mexiko; es liegt vollständig in der hydrologischen Region Grijalva-Usumacinta. Die Geologie des Municipios wird zu 50 % von Kalkstein bestimmt bei 25 % Sandstein und je knapp 11 % Sandstein-Lutit und Alluvionen; vorherrschende Bodentypen sind Phaeozem (36 %), Luvisol (34 %) und Regosol (16 %). Je knapp 47 % der Gemeindefläche sind bewaldet oder dienen als Weideland, etwa fünf Prozent werden für Ackerbau genutzt.
Das Municipio Salto de Agua grenzt an die Municipios Palenque, Chilón, Tumbalá und Tila sowie an den Bundesstaat Tabasco.

## Bevölkerung
Beim Zensus 2010 wurden im Municipio 57.253 Menschen in 11.302 Wohneinheiten gezählt. Davon wurden 44.407 Personen als Sprecher einer indigenen Sprache registriert, darunter 37.422 Sprecher des Chol und 4.532 Sprecher des Tzeltal. Über 28 Prozent der Bevölkerung waren Analphabeten. 15.923 Einwohner wurden als Erwerbspersonen registriert, wovon gut 92 % Männer bzw. 0,7 % arbeitslos waren. 39 % der Bevölkerung lebten in extremer Armut.

## Orte
Das Municipio Salto de Agua umfasst 307 bewohnte localidades, von denen nur der Hauptort vom INEGI als urban klassifiziert ist. Elf Orte hatten zumindest 1000 Einwohner, 182 Orte weniger als 100 Einwohner. Die größten Orte sind:
| Ort                           | Einwohner |
| Salto de Agua                 | 5199      |
| Egipto                        | 1419      |
| Belisario Domínguez           | 1393      |
| San Miguel                    | 1373      |
| Santa María                   | 1317      |
| Ignacio Zaragoza              | 1303      |
| Río Jordán                    | 1197      |
| Estrella de Belén             | 1151      |
| Jerusalén                     | 1151      |
| Arroyo Palenque               | 1137      |
| Cenobio Aguilar (La Trinidad) | 1006      |